# Barretos (tiểu vùng)
Barretos là một tiểu vùng thuộc bang São Paulo, Brasil. Tiều vùng này có diện tích 5806 km², dân số năm 2007 là 224194 người.